# ポウシーク郡 (アイオワ州)
ポウシーク郡（英: Poweshiek County）は、アメリカ合衆国アイオワ州の中央部南東に位置する郡である。2010年国勢調査での人口は18,914人であり、2000年の18,815人から0.5％増加した。郡庁所在地はモンテスマ市（人口1,462人）であり、同郡で人口最大の都市はグリネル市（人口9,218人）である。

## 歴史
ポウシーク郡は1851年に設立され、郡名はフォックス族インディアンの酋長で、ブラック・ホーク戦争の停戦条約に調印したポウシークに因んで名付けられた。郡庁舎は1859年に完成したものであり、アメリカ合衆国国定歴史建造物に指定されている。

## 教育
ポウシーク郡には1846年に設立されたリベラル・アーツ・カレッジであるグリネル大学がある。

## 医療
ポウシーク郡にはグリネル地域医療センターがあり、81床の救急処置医療機関である。1967年に2つの病院が合併して設立された。

## 地理
州間高速道路80号線に沿っており、デモイン市とアイオワシティ市の中間にある。スカンク川の北支流が郡南西隅を横切っている。他にイングリッシュ川などがある。
アメリカ合衆国国勢調査局に拠れば、郡域全面積は586.17平方マイル (1,518.2 km2)であり、このうち陸地585.03平方マイル (1,515.2 km2)、水域は1.14平方マイル (3.0 km2)で水域率は0.19％である。

### 主要高規格道路
| - 州間高速道路80号線 - アメリカ国道6号線 - アメリカ国道63号線 - アイオワ州道21号線 | - アイオワ州道85号線 - アイオワ州道146号線 |

### 隣接する郡
- タマ郡 - 北
- アイオワ郡 - 東
- ケオクク郡 - 南東
- マハスカ郡 - 南
- ジャスパー郡 - 西

## 人口動態

### 2010年国勢調査
以下は2010年国勢調査による人口統計データである。
基礎データ
- 人口: 18,914人
- 人口密度: 12人/km2（32人/mi2）
- 住居数: 8,949軒
- 使用住居: 7,555軒[9]

### 2000年国勢調査

2000人口ピラミッド

以下は2000年国勢調査による人口統計データである。
| 基礎データ - 人口: 18,815人 - 世帯数: 7,398 世帯 - 家族数: 4,882 家族 - 人口密度: 12人/km2（32人/mi2） - 住居数: 8,556軒 - 住居密度: 6軒/km2（15軒/mi2） 人種別人口構成 - 白人: 96.74% - アフリカン・アメリカン: 0.55% - ネイティブ・アメリカン: 0.23% - アジア人: 1.07% - 太平洋諸島系: 0.05% - その他の人種: 0.49% - 混血: 0.87% - ヒスパニック・ラテン系: 1.20% 年齢別人口構成 - 18歳未満: 22.7% - 18-24歳: 12.8% - 25-44歳: 24.4% - 45-64歳: 22.5% - 65歳以上: 17.6% - 年齢の中央値: 38歳 - 性比（女性100人あたり男性の人口） - 総人口: 92.5 - 18歳以上: 88.8 | 世帯と家族（対世帯数） - 18歳未満の子供がいる: 29.0% - 結婚・同居している夫婦: 55.8% - 未婚・離婚・死別女性が世帯主: 7.4% - 非家族世帯: 34.0% - 単身世帯: 29.2% - 65歳以上の老人1人暮らし: 13.9% - 平均構成人数 - 世帯: 2.35人 - 家族: 2.88人 収入と家計 - 収入の中央値 - 世帯: 37,836米ドル - 家族: 46,599米ドル - 性別 - 男性: 32,781米ドル - 女性: 22,465米ドル - 人口1人あたり収入: 18,629米ドル - 貧困線以下 - 対人口: 9.8% - 対家族数: 6.2% - 18歳未満: 12.0% - 65歳以上: 5.9% |

## 都市と町
| - グリネル - モンテスマ - 郡庁所在地 - バーンズシティ - ブルックリン - ディープリバー - エワート | - ガーンジー - ハートウィック - マルコム - シアーズボロ - ビクター（部分） |

### 郡区
- ベアクリーク郡区
- チェスター郡区
- ディープリバー郡区
- グラント郡区
- ジャクソン郡区
- ジェファーソン郡区
- リンカーン郡区
- マディソン郡区
- マルコム郡区
- プレザント郡区
- スコット郡区
- シェリダン郡区
- シュガークリーク郡区
- ユニオン郡区
- ウォーレン郡区
- ワシントン郡区
- リンカーン郡区